# Castello Caldora (Pacentro)
Il castello Caldora o castello Cantelmo è un'antica fortificazione abruzzese, situato nel centro storico di Pacentro, in provincia dell'Aquila.

## Storia
La costruzione è antecedente al periodo compreso tra fine del XIV e l'inizio del XV secolo, dato che in questo periodo viene fatta la prima ristrutturazione (alcuni fanno risalire la costruzione tra l'XI ed il XIII secolo, periodo in cui dovrebbe essere costruita la torre mozza di nord-est).
Un rinforzo comprendente alcuni potenziamenti avviene nella seconda metà del XV secolo quando gli Orsini fanno aggiungere dei torrioni circolari. Anche la costruzione della cinta muraria a base trapezoidale è da ascrivere in questo periodo.
Negli anni sessanta del secolo scorso, il castello fu restaurato di nuovo, ma l'utilizzo massivo di cemento armato provocò strascichi polemici; successivamente, ulteriori restauri restituirono l'aspetto originario della fortezza peligna.

## Struttura

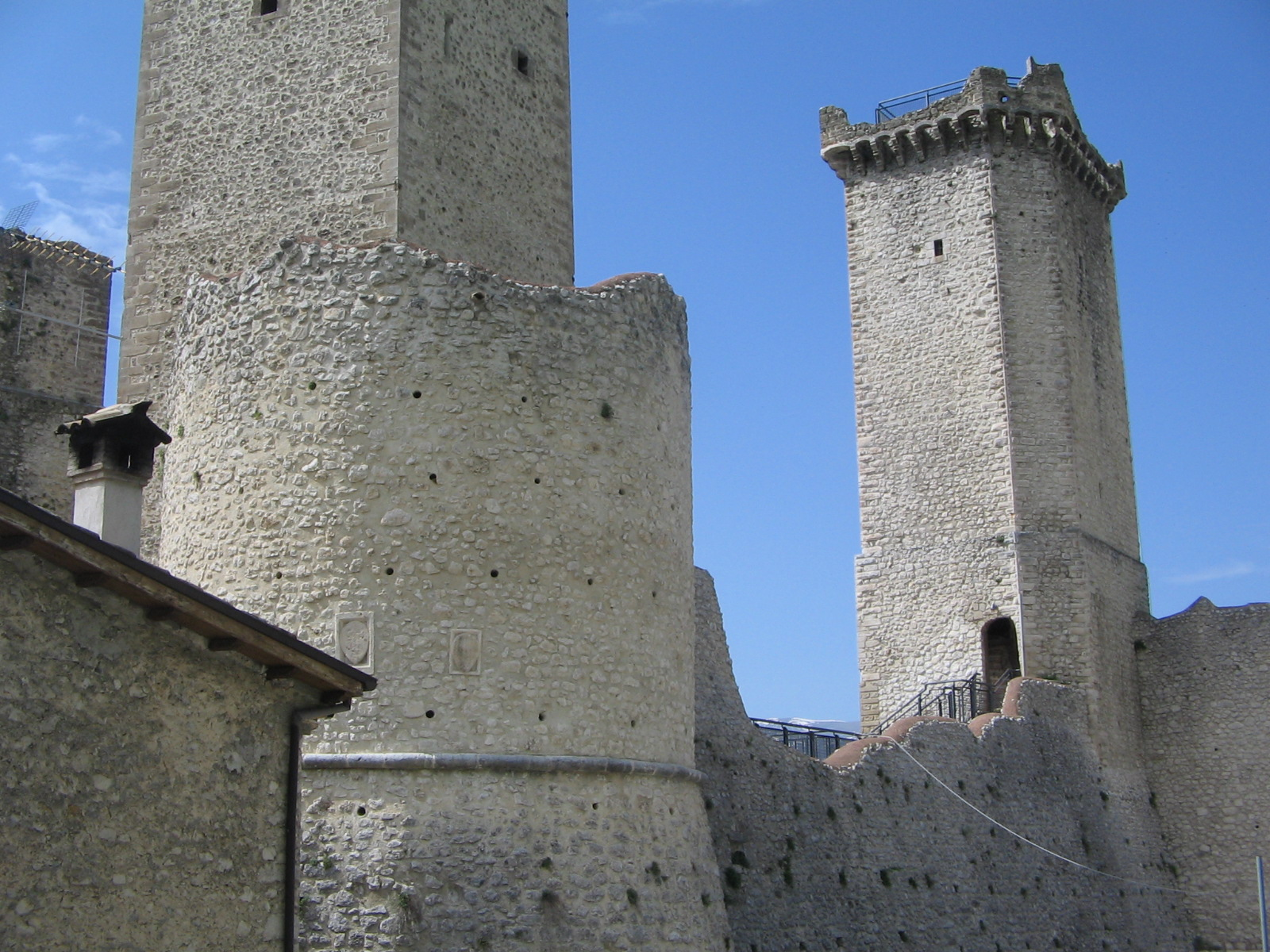
Le torri poste lungo il cammino di ronda

È costruito su una base di forma trapezoidale. Negli angoli vi sono delle torri, a base quadrata, di cui ne restano visibili soltanto tre, tipiche nel paesaggio abruzzese della Valle Peligna. Vi sono pure tre bastioni circolari. Per la sua maestosità è celebre fra i castelli abruzzesi con il castello Piccolomini di Celano, il castello dell'Aquila, il castello di Balsorano, Rocca Calascio, il castello di Roccascalegna e il castello aragonese di Ortona. Il castello prospetta sulla piazza con la facciata seicentesca e di fronte alla chiesa di Santa Maria Maggiore.
La struttura presenta una doppia cinta muraria; quella interna è più antica, e quella esterna è dell'epoca dei Cantelmo. Diversi sono gli stemmi presso l'ingresso e sulle torri. Il più leggibile è quello degli Orsini. L'apparato decorativo rivela una matrice rinascimentale, prossima al cornicione del campanile di Santa Maria Maggiore, tranne i portali ogivali. Le torri medievali sono:
- Torre del Re, a nord ovest, dietro il ponte levatoio, alta 25 m. Ha cinque lati e prende il nome dal feudatario che si affacciava sopra di essa in rito cerimoniale, dopo aver preso possesso del castello;
- Torre fantasma, a nord est, chiamata così per la leggenda del barone Roberto di Licinardo, che vi fece scolpire il volto della moglie Margherita di Brai, dopo che lei si gettò dalla torre, disperata alla falsa notizia della morte del marito. In alternativa la scultura potrebbe ritrarre Rita Cantelmo, madre del condottiero Jacopo Caldora[1]. La torre è del XIV secolo, alta 27 m;
- Torre d'assedio, a sud est, è la più antica, alta 12 m, con la parte superiore mozza perché danneggiata nel 1230 dall'attacco di Federico II di Svevia.